# Oltcit

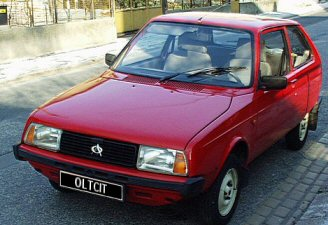
Oltcit Special

Oltcit war eine rumänische Automarke. Die als Oltcit angebotenen Kleinwagen wurden von 1981 bis 1995 nacheinander von zwei verschiedenen Herstellern am gleichen Standort produziert.
Der Name setzt sich aus dem des Flusses Olt und dem des Gesellschafters Citroën zusammen. Das Markenemblem ist eine von einem Kreis eingefasste einfache Schrägverzahnung, die an das Emblem von Citroën angelehnt ist.

## Oltcit S.A.
Das Unternehmen Oltcit S.A. war ein 1976 gegründetes Joint Venture des rumänischen Staats mit Citroën. Es stellte ab 1981 das Modell Oltcit her. Während in Rumänien und Osteuropa der Markenname Oltcit verwendet wurde, wurden die von 1984 bis 1988 nach Westeuropa exportierten Fahrzeuge als Citroën Axel verkauft. Anders als der Axel wurde der Oltcit auch mit einem kleineren Zweizylindermotor verkauft. Da die Produktion weit hinter den Planungen zurückblieb, ist der Großteil der Produktion in diesem Zeitraum exportiert worden. Da Citroën die Zusammenarbeit 1988 einstellte, wurden die ab diesem Zeitpunkt produzierten Einheiten als Oltcit vertrieben.

## Automobile Craiova
Im Jahr 1991 wurde Oltcit S.A. in Automobile Craiova umbenannt. Neben der zweitürigen Limousine wurde ab 1993 auch ein Pick-Up angeboten.
Der Wechsel zum Markennamen Oltena erfolgte zwischen 1989, 1991 und 1994.